# Campeonato Paulista de Futebol de 1935 (LPF)
O Campeonato da Liga Paulista de Foot-Ball de 1935 foi a 1.ª edição do campeonato organizado pela LPF, jogado pelos clubes paulistas filiados a esta liga. É reconhecido como legítima edição do Campeonato Paulista de Futebol pela FPF.
O campeão foi o Santos, tendo o Palestra Itália ficado com o vice-campeonato.
O artilheiro foi da equipe do Corinthians, Teleco, com 9 gols.

## História
A princípio, o fim da Liga de Amadores de Futebol em 1929 decretou a vitória do profissionalismo no futebol brasileiro, e sua oficialização no Campeonato Paulista de 1933 sacramentou a situação. Porém, a Confederação Brasileira de Desportos (CBD, precursora da atual CBF), que comandava o futebol nacional na época, lutava pelo amadorismo e resolveu enfraquecer a APEA e a Liga Carioca de Futebol, que abraçaram ao profissionalismo. 
Na época, para combater ao retrocesso proposto pela CBD, criou-se a Federação Brasileira de Futebol (FBF) em São Paulo. Mas sendo jovem e ainda se oficializando não conseguiu combater à CBD que representava o Brasil na FIFA. A CBD ofereceu várias vantagens aos clubes que a acatassem, entre as quais incluía amistosos internacionais, coisa que a FBF não podia oferecer. Logo Vasco da Gama no Rio de Janeiro e Palestra Itália e Corinthians em São Paulo passariam a apoiar a CBD e se impor contra FBF e APEA.
Corinthians e Palestra Itália fundaram então a Liga Bandeirante de Futebol, que depois passou a se chamar Liga Paulista de Futebol, tal qual a primeira organizadora do Campeonato Paulista, e organizar um campeonato paralelo ao da APEA. Com a adesão do Santos e do São Paulo, e anos depois, da Portuguesa, essa liga sobrepujou à antiga APEA, que deixou de existir após organizar seu Campeonato Paulista de 1936.

## Disputa
O Santos conquistou seu primeiro campeonato estadual com uma vitória sobre o Corinthians que já não lutava pela taça. O Corinthians enfrentaria ainda o Palmeiras na rodada seguinte, e caso ganhasse do Santos e perdesse para o Palmeiras, haveria uma final desempate entre Santos e Palmeiras.

## Jogo do título[4][5][6]
| 17 de novembro de 1935 | Corinthians | 0-2 | Santos                        | Estádio Alfredo Schürig             |
|                        |             |     | 36' Raul · 62' Araken Patusca | Árbitro: Heitor Marcelino Domingues |

Corinthians: José; Jaú e Carlos; Brito, Brandão e Munhoz; Teixeira, Carlito, Teleco, Alberto e De Maria. Técnico: Amílcar Barbuy
Santos: Cyro; Neves e Agostinho; Ferreira, Marteletti e Jango; Saci, Mário Pereira, Raul, Araken Patusca e Junqueirinha. Técnico: Virgílio Pinto de Oliveira

### Curiosidade
Segundo entrevista do meia-atacante Mário Pereira, conhecido como “Perigo Loiro”, caso o time santista fosse prejudicado pela arbitragem, como alegavam ter acontecido na partida final do Campeonato de 1927, a torcida do Santos incendiaria o Estádio do Parque São Jorge.
Por orientação do presidente do Santos, Carlos de Barros, estivadores do Porto levaram galões de gasolina em um vagões da São Paulo Railway alugados para conduzir a torcida santista para o jogo. Se a arbitragem de Heitor Marcelino Domingues prejudicasse acintosamente o Santos, os estivadores colocariam fogo nas arquibancadas de madeira do estádio. Mas não foi preciso apelar para atitude tão extrema.

## Premiação
| Campeão Paulista de 1935 (Campeonato da LPF) |
| -------------------------------------------- |
| Santos (1º título)                           |

## Classificação final
| Classificação - Final | Classificação - Final | Classificação - Final | Classificação - Final | Classificação - Final | Classificação - Final | Classificação - Final | Classificação - Final | Classificação - Final | Classificação - Final |
| Time | Time                  | PG                    | J                     | V                     | E                     | D                     | GP                    | GC                    | SG                    |
| --- | --------------------- | --------------------- | --------------------- | --------------------- | --------------------- | --------------------- | --------------------- | --------------------- | --------------------- |
| 1 | Santos                | 20                    | 12                    | 9                     | 2                     | 1                     | 31                    | 11                    | 20                    |
| 2 | Palestra Itália       | 18                    | 12                    | 8                     | 2                     | 2                     | 24                    | 12                    | 12                    |
| 3 | Corinthians           | 15                    | 12                    | 7                     | 1                     | 4                     | 24                    | 13                    | 11                    |
| 4 | Hespanha              | 11                    | 12                    | 4                     | 3                     | 5                     | 19                    | 28                    | - 9                   |
| 5 | Portuguesa Santista   | 11                    | 12                    | 5                     | 1                     | 6                     | 28                    | 31                    | - 3                   |
| 6 | Paulista              | 5                     | 12                    | 2                     | 1                     | 9                     | 17                    | 43                    | - 26                  |
| 7 | Juventus              | 4                     | 12                    | 1                     | 2                     | 9                     | 12                    | 27                    | - 15                  |
| PG - pontos ganhos; J - jogos; V - vitórias; E - empates; D - derrotas; GP - gols pró; GC - gols contra; SG - saldo de gols |                       |                       |                       |                       |                       |                       |                       |                       |                       |